# Arghanj Khwah
Arghanj Khwah (persiska: ارغنج‌خواه) är ett distrikt i Afghanistan.   Det ligger i provinsen Badakhshan, i den nordöstra delen av landet, 280 kilometer norr om huvudstaden Kabul.
Trakten runt Arghanj Khwah består i huvudsak av gräsmarker. Runt Arghanj Khwah är det ganska glesbefolkat, med 35 invånare per kvadratkilometer.  Ett kallt stäppklimat råder i trakten. Årsmedeltemperaturen i trakten är 17 °C. Den varmaste månaden är juli, då medeltemperaturen är 32 °C, och den kallaste är januari, med −2 °C. Genomsnittlig årsnederbörd är 589 millimeter. Den regnigaste månaden är april, med i genomsnitt 127 mm nederbörd, och den torraste är augusti, med 3 mm nederbörd.